# Saint-Pierre-d’Entremont (Sabaudia)
Saint-Pierre-d’Entremont – miejscowość i gmina we Francji, w regionie Owernia-Rodan-Alpy, w departamencie Sabaudia.
Według danych na rok 1999 gminę zamieszkiwały 478 osoby, a gęstość zaludnienia wynosiła 14 osób/km² (wśród 2880 gmin regionu Rodan-Alpy Saint-Pierre-d’Entremont plasuje się na 1335. miejscu pod względem liczby ludności, natomiast pod względem powierzchni na miejscu 574.).